# Кэндимен (фильм, 2021)
«Кэндимен» (англ. Candyman) — американский фильм ужасов 2021 года, часть одноимённой франшизы, основанной на рассказе «Запретное» писателя Клайва Баркера. Главные роли в нём сыграли Яхья Абдул-Матин II, Тейонна Паррис, Нэйтан Стюарт-Джарретт.

## Сюжет
Фильм является частью франшизы, основанной на рассказе «Запретное» писателя Клайва Баркера. Он имеет привязку только к оригинальному фильму 1992 года, но не вычёркивает сиквелы из канона и даже косвенно ссылается на вторую часть. «Кэндимен» является интерквелом, его действие разворачивается между «Прощанием с плотью» и «Днём мертвецов».

## В ролях
- Яхья Абдул-Матин II — Энтони Маккой/Кэндимен
- Тейонна Паррис — Брианна Картрайт
- Нэйтан Стюарт-Джарретт — Трой Картрайт
- Колман Доминго — Уильям Бёрк
- Ванесса Уильямс — Анна-Мари Маккой
- Майкл Харгров — Шерман Филдс/Кэндимен
- Тони Тодд — Дэниел Робитайл/Кэндимен

## Создание и оценки
Фильм был анонсирован в сентябре 2018 года как сиквел картины «Кэндимен» 1992 года. Режиссёром стала Ниа ДаКоста. Съёмки проходили в августе — сентябре 2019 года в Чикаго. «Кэндимен» стал первым полнометражным фильмом, снятым на территории чикагского Музея современного искусства.
Релиз был запланирован на 12 июня 2020 года, но из-за пандемии COVID-19 его перенесли на 25 сентября 2020 года, потом на 16 октября 2020 года и, наконец, на 27 августа 2021 года. 17 июня 2020 года был выпущен короткометражный фильм/трейлер.
На сайте-агрегаторе отзывов Rotten Tomatoes фильм получил рейтинг 84 % при средней оценке 7,3 из 10. Рецензенты с этого ресурса констатировали, что «Кэндимен» «использует острый, визуально захватывающий подход… и одновременно пугает аудиторию». На сайте Metacritic картина получила оценку 72 из 100, что указывает на «в целом благоприятные отзывы». Зрители, опрошенные CinemaScore, поставили ей среднюю оценку «В» по шкале от А+ до F, а по данным PostTrak, 72 % зрителей оценили «Кэндимена» положительно, 56 % заявили, что определённо рекомендовали бы его другим.
Манола Даргис в рецензии для New York Times написала, что «ДаКоста играет с перспективой, перемещаясь между миром Энтони и пересекающимися, иногда сталкивающимися мирами более успешных художников, пропагандистов городских легенд и, что трогательно, глубоко травмированных детей». Оди Хендерсон с RogerEbert.com высоко оценил визуальный стиль фильма, Аня Стэнли из The A.V. Club написала о «переизбытке идей» в картине, но признала, что «бывают преступления и похуже». Анжелика Джейд Бастьен в рецензии для журнала Vulture назвала «Кэндимена» «самым разочаровывающим фильмом года» из-за эксплуатации расовой темы ради высокой кассы. Роберт Дэниелс (Polygon) признал фильм «сумбурным, нравоучительным и недостаточно страшным».